# Victor Quintana
Victor Quintana (Misiones, 17 de Abril de 1976) é um futebolista paraguaio, que atualmente joga pelo Olimpia Asunción. Quintana começou sua carreira jogando pelo San Miguel de Misiones e depois transferiu-se para o Olimpia, onde conquistou o Campeonato Paraguaio de Futebol de 1998, 1999 e 2000. Em seguida mudou-se para o FC Porto e retornou por empréstimo ao Olimpia em 2002, ano em que o clube venceu a Copa Libertadores. No mesmo ano, assinou pelo Cruzeiro Esporte Clube e ainda em retornou ao Paraguay para jogar pelo Club Nacional. Depois voltou ao Olimpia onde atualmente joga e é o capitão da equipe.